# 拓跋斤
拓跋斤（?—?），代国宗室，代王拓跋郁律之孙，高涼神武王拓跋孤之子。

## 生平
拓跋什翼犍即位後，因拓跋孤親自走去鄴奉迎拓跋什翼犍，請以自己留在後趙為質，所以便分封國土一半給拓跋孤。其後拓跋孤薨逝，其子拓跋斤正為了不能繼其父之職而心懷怨恨，因而欺騙什翼犍之庶長子拓跋寔君將為兄弟所害，拓跋寔君因此盡殺兄弟及拓跋什翼犍。前秦趁代國大亂的機會發動攻擊，代國遂滅，拓跋斤亦死於長安。道武帝拓跋珪即位時，以拓跋孤功勳彌高，追封為高涼王，諡「神武」。拓跋斤之子拓跋樂真頻有戰功，後來承襲祖封，為平陽王。

## 現代考證
美國學者Jennifer Holmgreny認為，在371年（代國建國34年）謀反的長孫斤，即是拓跋斤。